# Närpes Trä & Metall
Närpes Trä & Metall Ab, kortare NTM, är ett finländskt teknikföretag med huvudkontor i Närpes i Österbotten. Företaget tillverkar bland annat sopbilar. NTM:s största kund finns i Kanada och nästan varannan sopbil i Stockholm har tillverkats av NTM. Idag har företaget cirka 700 anställda.

## Historia
Närpes Trä & Metall grundades år 1950 av Lennart Nordin. Först började man, utöver vanliga metall- och träarbeten, bygga biltraktorer från gamla Fordmodellers motorer. Man tog av dem styrhytten och lade till lite större däck. Nästa skede blev släpvagnar till den ökande långtradartrafiken i Finland, sedan lasthanteringsvagnar för ro-ro-fartyg. Ännu i mitten av 1980-talet gjorde man så gott som enbart släpvagnar. Dessa var av så god kvalitet att de såldes kring hela världen bland annat Grekland, Kuba, Liechtenstein, Norge och Tyskland.
Kulmen av dåvarande produktion nåddes under 1960-talet. Totalt tillverkades cirka 20 butiksbilar. Orderingången på kyl- och frysskåp ökade snabbt under 60-talet, bland de större köparna kan nämnas Paulig, Valio och Kesko. Ett betydelsefullt skede i utvecklingen var år 1968 då NTM var först i Finland med att introducera en självbärande ramkonstruktion för lastfordon. 
Följande skede av utvecklingen fanns ändå i sikte: 1976 byggde man den första sopbilen. Det var en person från grannkommunen Kristinestad som var vd för ett sopföretag i Sandviken utanför Gävle som ville ha en sopbil och tog kontakt med NTM. Ritningar hade man från nedlagda Malmö flygindustrier. Nästan 20 år senare blev NTM marknadsledande och Nordens enda sopbilstillverkare. Under 70-talet byggde man ut arealen på verkstadsbyggnaden med två fabrikshallar, totalt 4600 kvm.
År 1999 är NTM störst i försäljning av nya sopbilar i Sverige. Till Danmark börjar man exportera i början av 90-talet, främst sopbilar. 1996 öppnas ett försäljningskontor och en verkstad i Tallinn.
NTM:s marknadsområde innefattar förutom de nordiska länderna även Storbritannien, Nederländerna, Österrike, Polen, Kroatien, Baltikum, Kanada och USA. Moderbolaget finns i Närpes på Finlands västkust och NTM i Finland har dotterföretag i Sverige, Storbritannien, Tyskland, Estland, Polen, Kanada och USA.